# جان بروس
جان بروس (بالفرنسية: Jean Bruce)‏ هو كاتب فرنسي، ولد في 22 مارس 1921 في Aillières-Beauvoir ‏ في فرنسا، وتوفي في 26 مارس 1963 في Luzarches ‏ في فرنسا بسبب حادث مرور.